# Oileus sargi
Oileus sargi es una especie de coleóptero de la familia Passalidae.

## Distribución geográfica
Habita en México, Guatemala, Nicaragua, El Salvador y Panamá.